# Gabriel Leone
Gabriel Leone Coutinho Miranda Frota (nascut el 21 de juliol de 1993) és un actor brasiler. Leone es va fer conegut nacionalment pel seu paper a la telenovel·la Verdades Secretas (2015) i es va expandir internacionalment amb el paper d'Alfonso de Portago al drama biogràfic de Michael Mann Ferrari. El 2024, Leone va protagonitzar Ayrton Senna a la sèrie biogràfica de Netflix Senna.

## Carrera
El 2024, Leone va protagonitzar Ayrton Senna a la sèrie biogràfica de Netflix Senna. En una ressenya de la sèrie per a The Daily Telegraph, Benji Wilson va assenyalar que "no sols [Leone] és idèntic a Senna, sinó que també ha fet clarament la seva recerca, amb manierismes i cadències presents i correctes".

## Filmografia

### Cinema
| Any  | Títol                                 | Personatge                     |
| ---- | ------------------------------------- | ------------------------------ |
| 2015 | Garoto                                | Garoto                         |
| 2019 | Minha Fama de Mau                     | Roberto Carlos                 |
| 2021 | Mise en Scène: a Artesania do Artista |                                |
| 2021 | Piedade                               | Marlon Brando                  |
| 2022 | Eduardo & Mônica                      | Eduardo Sousa                  |
| 2022 | Alemão 2                              | Ciro                           |
| 2022 | Além da Lenda: The Movie'             | Lucas (veu original)           |
| 2022 | Meu Álbum de Amores                   | Júlio Tavares                  |
| 2022 | Meu Álbum de Amores                   | Odilon Ricardo                 |
| 2022 | Duetto                                | Carlo                          |
| 2023 | O Rio do Desejo                       | Armando                        |
| 2023 | Ferrari                               | Alfonso de Portago             |
| 2024 | Barba Ensopada de Sangue              | Gabriel                        |
| 2024 | The Wild Robot                        | BrightBill (doblatge brasiler) |

### Televisió
| Any     | Títol                       | Personatge                     | Nota                        |
| ------- | --------------------------- | ------------------------------ | --------------------------- |
| 2013    | A Grande Família            | Haroldinho                     | Episodi: "Bebel e Sua Moto" |
| 2013-14 | Malhação                    | Antônio Rocha                  | Season 21                   |
| 2014    | Santo Forte                 | Marco Antônio                  |                             |
| 2015    | Verdades Secretas           | Guilherme Lovatelli (Gui)      |                             |
| 2016    | Velho Chico                 | Miguel de Sá Ribeiro           |                             |
| 2017    | Os Dias Eram Assim          | Gustavo Reis                   |                             |
| 2018    | Carcereiros                 | Wellington Sacramento          | Episodi: "Ratos & Homens"   |
| 2018    | Onde Nascem os Fortes       | Hermano Gouveia                |                             |
| 2019    | Tá no Ar: a TV na TV        | Ell mateix                     | Cameo                       |
| 2020    | Milton e o Clube da Esquina | Presentador                    |                             |
| 2021    | Verdades Secretas II        | Guilherme Lovatelli (Gui)      | Cameo                       |
| 2021-24 | Dom                         | Pedro Machado Lomba Neto (Dom) | [ 8 ]                       |
| 2021-22 | Um Lugar ao Sol             | Felipe Soares                  |                             |
| 2022    | Independências              | Miquel I de Portugal           | [ 9 ]                       |
| 2024    | Senna                       | Ayrton Senna                   | [ 10 ]                      |

## Vida personal
El febrer de 2016, després de ser presentats per l'actor Alejandro Claveaux durant el Carnaval, ell i l'actriu Carla Salle van iniciar una relació. La parella va confirmar la seva relació l'octubre de 2016. Gabriel i Carla van fer oficial la seva unió el 18 de maig de 2024, en una cerimònia íntima a Rio de Janeiro.